# وعده غذایی، آماده-برای-خوردن

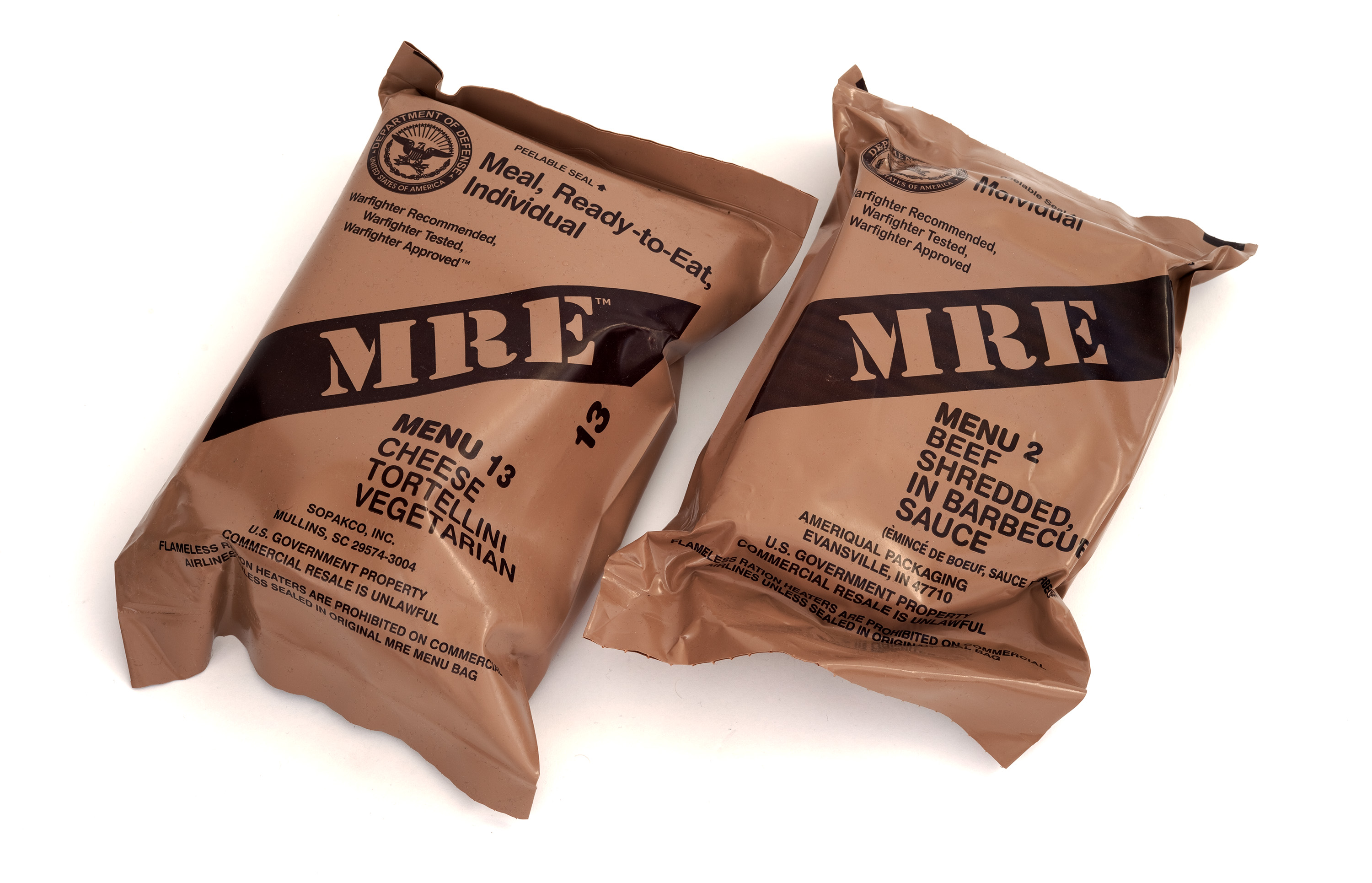
منوی ۲ (راست)، گوشت گاو خرد شده، و منوی ۱۳ (چپ)، تورتلینی از سری سال ۲۰۱۹

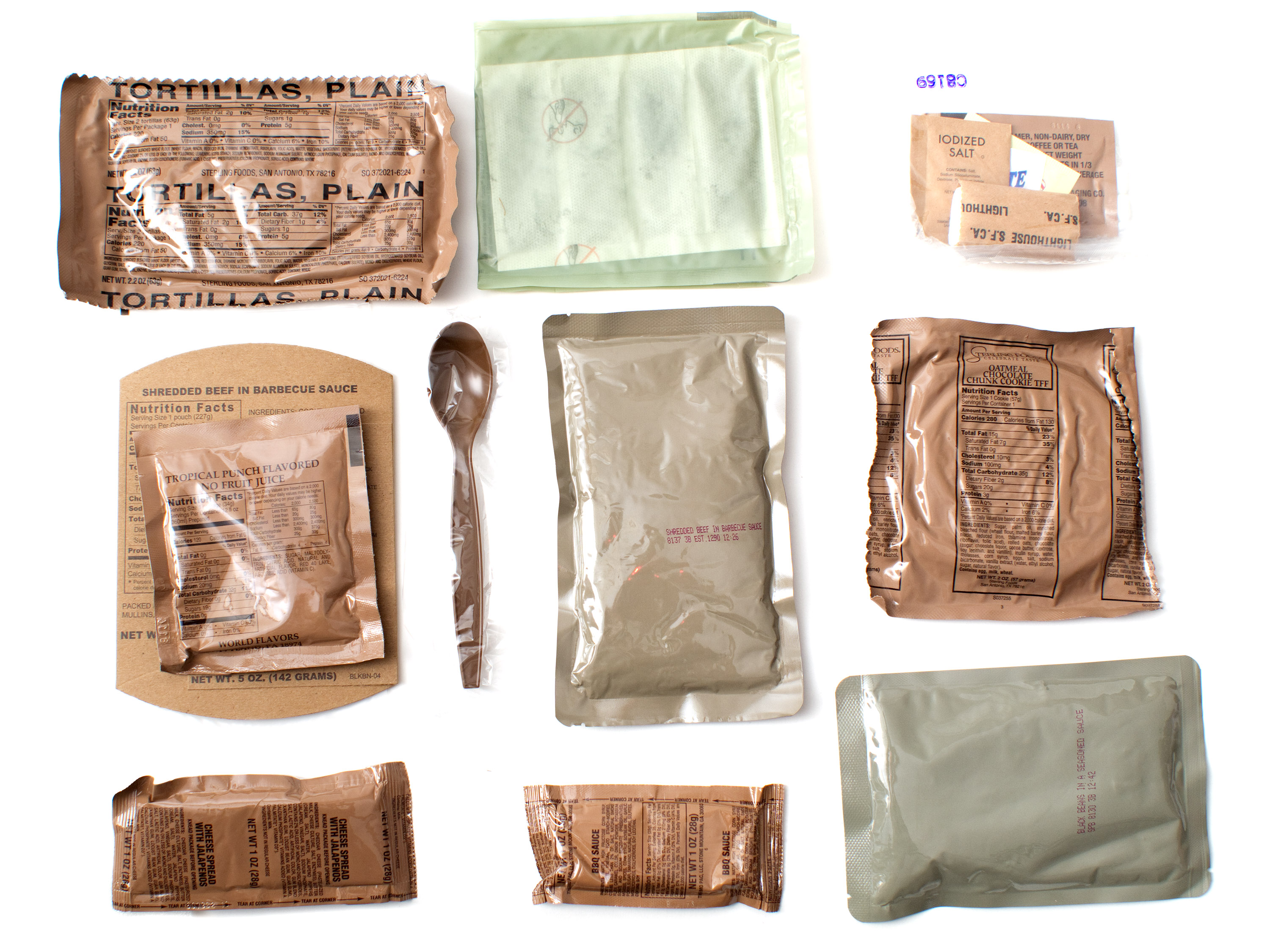
محتویات ام‌آرئی منوی ۲، گوشت گاو خرد شده

وعده غذایی، آماده-برای-خوردن (انگلیسی: Meal, Ready-to-Eat) یا به اختصار ام‌آرئی (انگلیسی: MRE) یک جیره غذایی مستقل انفرادی نظامی ایالات متحده آمریکا است که توسط نیروهای مسلح و وزارت دفاع ایالات متحده آمریکا استفاده می‌شود. این محصول برای استفاده توسط پرسنل نظامی آمریکایی در شرایط جنگی یا میدانی که مواد غذایی دیگری در دسترس نیست، در نظر گرفته شده است. ام‌آرئی‌ها همچنین به عنوان جیره غذایی بشردوستانه روزانه در هنگام بلایای طبیعی و جنگ بین غیرنظامیان توزیع شده است.
ام‌آرئی در سال ۱۹۸۱ جایگزین کنسرو وعده غذایی، رزمی، انفرادی (انگلیسی: Meal, Combat, Individual) یا به اختصار ام‌سی‌آی (انگلیسی: MCI) شد معادل‌های این جیره عبارتند از:
- جیره پادگان و معادل گروهی آن: جیره یکپارچه گروهی (UGR)
- جیره درون رزمی و معادل متحرک آن: جیره حمله اول (FSR)
- جیره دوربرد: گشت برد بلند (LRP)
- جیره هوای سرد: وعده غذایی، آب و هوای سرد (MCW)

## محتویات

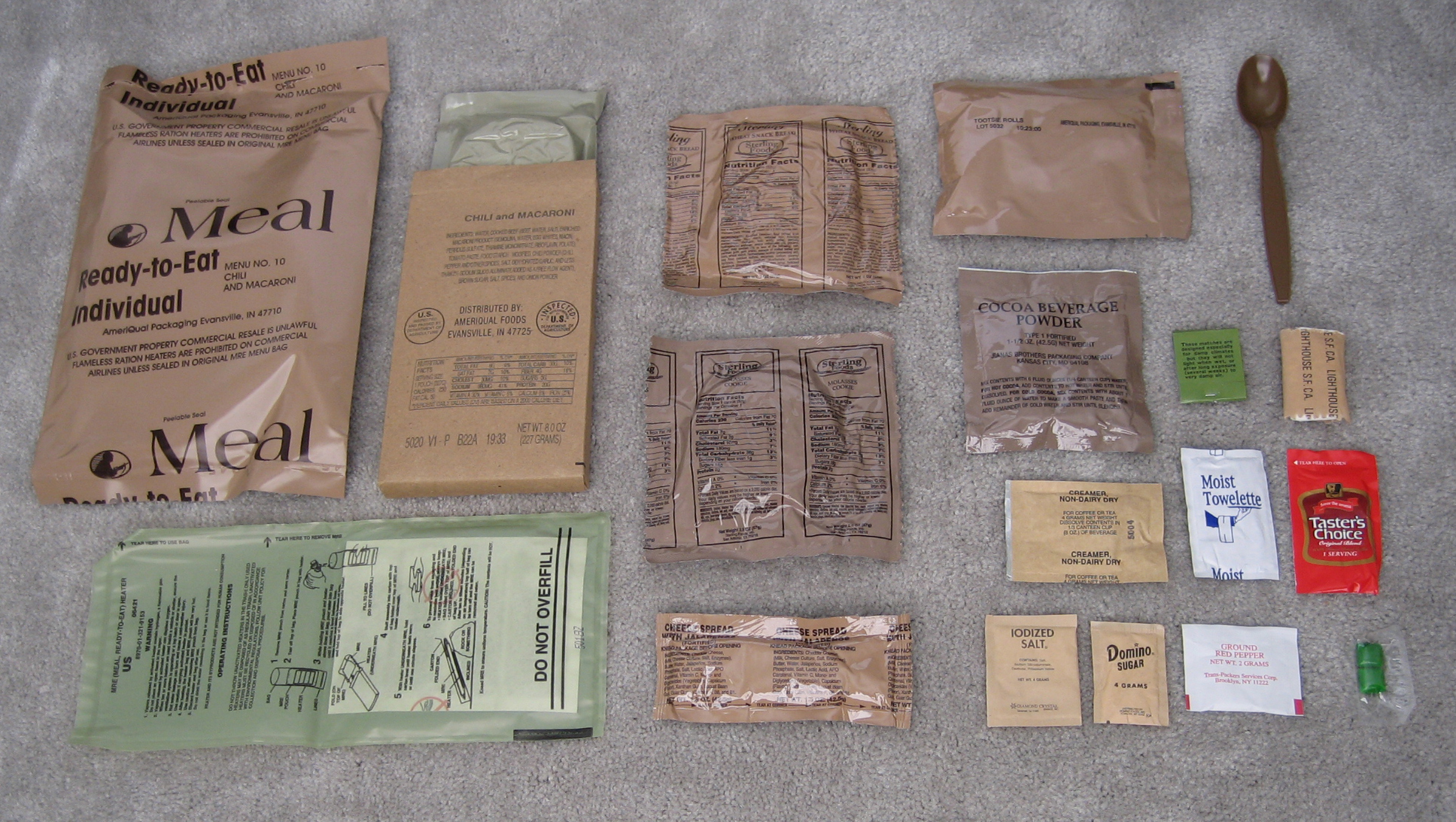
ام‌آرئی شامل خوراک اصلی، مخلفات، نان، دسر و گرم کن جیره بدون شعله است.

محتویات کلی ممکن است شامل موارد زیر باشد:
- خوراک اصلی (اغلب به عنوان "اصلی" شناخته می‌شود)
- مخلفات
- دسر یا تنقلات
- تردک یا نان
- پنیر، کره بادام زمینی یا ژله
- مخلوط نوشیدنی پودری: نوشیدنی با طعم میوه، کاکائو، چای یا قهوه فوری، نوشیدنی ورزشی، یا شیک لبنیات
- اسباب آشپزی (در موارد نادر، یک ست کامل همراه با قاشق، چنگال و چاقو - اما معمولاً فقط یک قاشق پلاستیکی داده می‌شود)
- گرم کن جیره بدون شعله (FRH)
- کیسه مخلوط نوشیدنی
- بسته لوازم جانبی:
  - آدامس زایلیتول
  - کبریت ضدآب
  - دستمال سفره / دستمال توالت
  - دستمال مرطوب
  - ادویه‌ها، از جمله نمک، فلفل، شکر، مکمل قهوه و/یا سس تاباسکو
  - پودر قهوه خشک شده فریز شده

بسیاری از اقلام با مواد مغذی غنی شده‌اند. علاوه بر این، سیاست وزارت دفاع، واحدها را ملزم می‌کند که هر زمان که امکان‌پذیر باشد، ام‌آرئی را با مواد غذایی تازه، به ویژه در محیط‌های آموزشی، تقویت کنند.

## نگارخانه

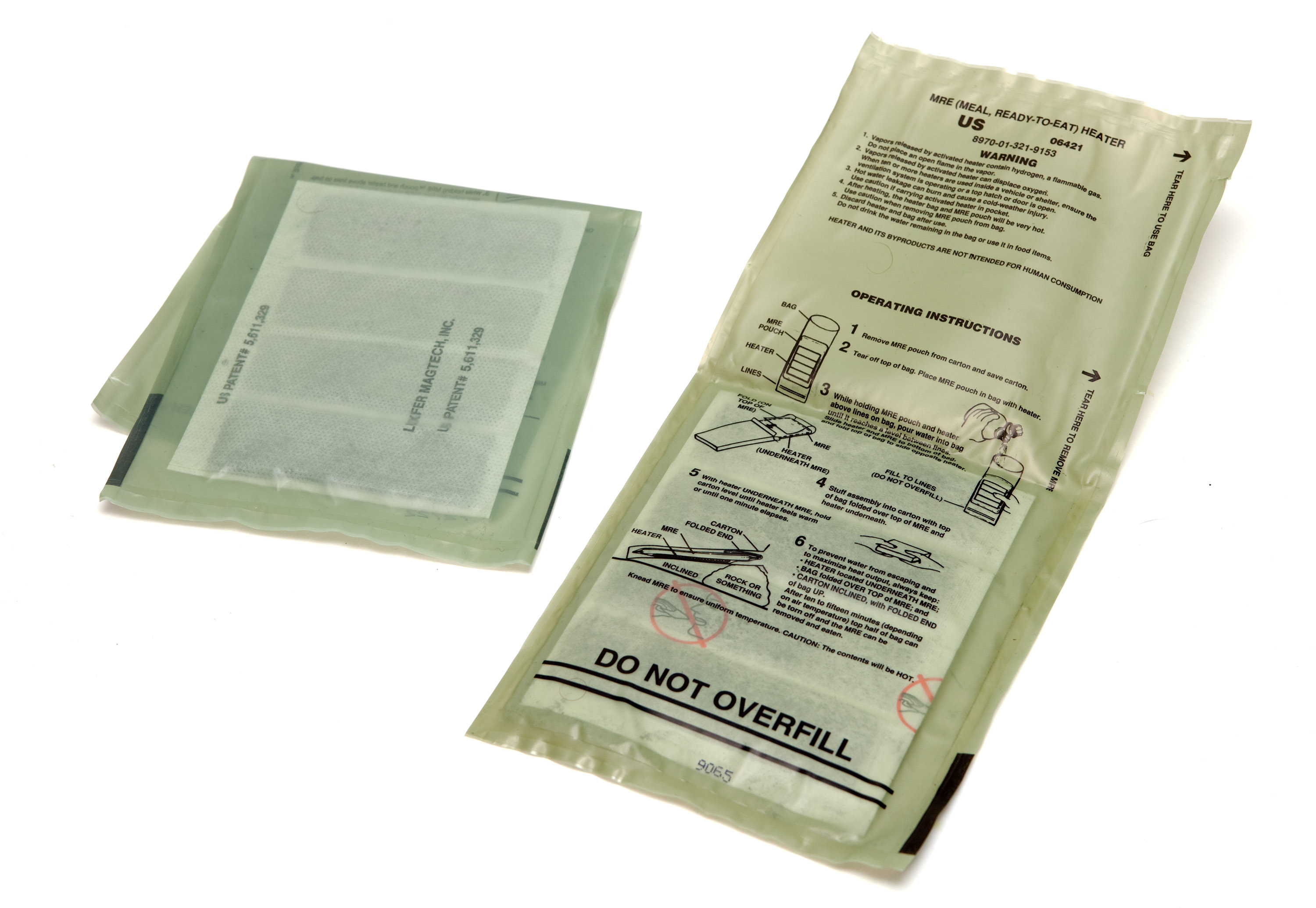
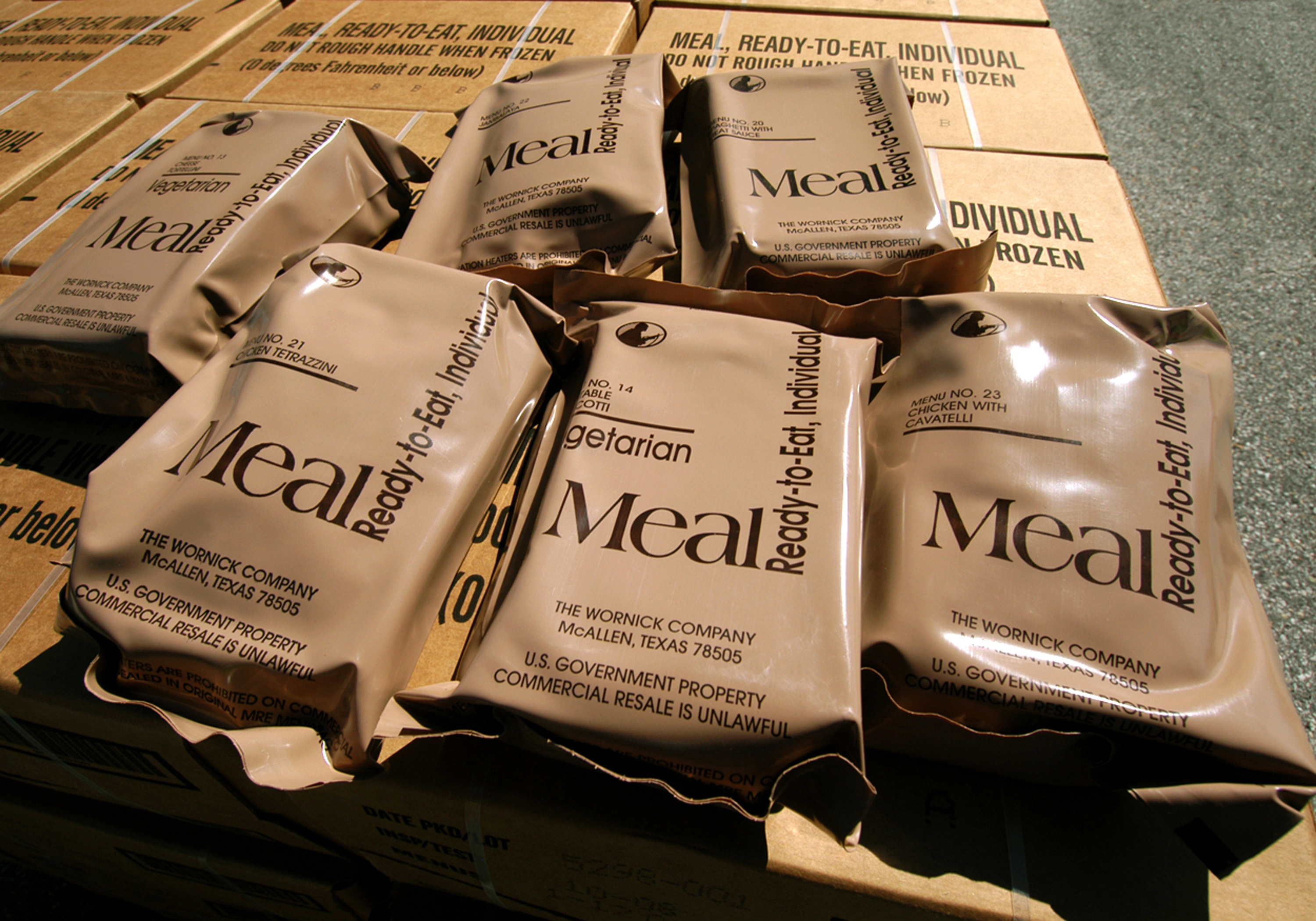
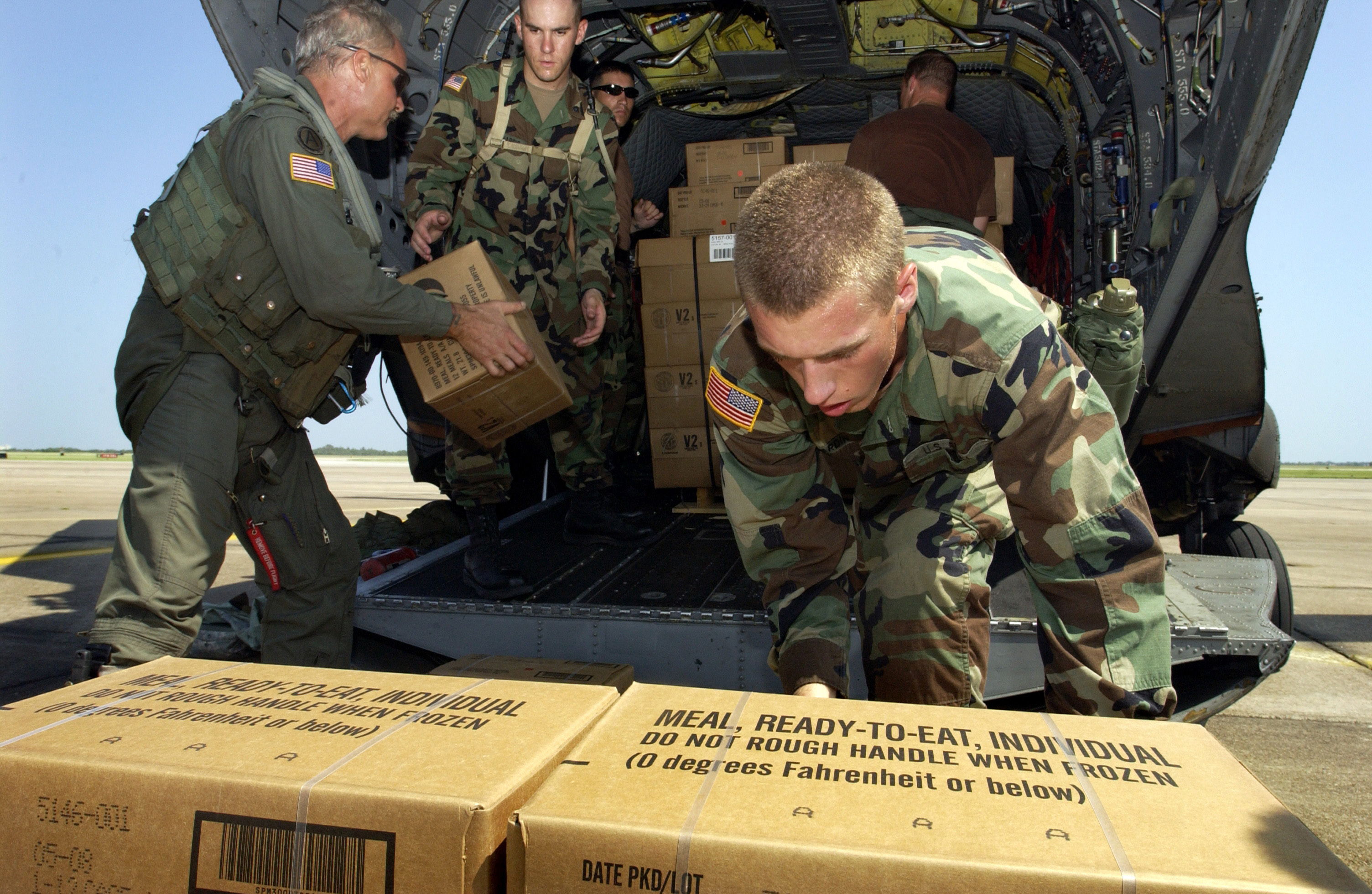
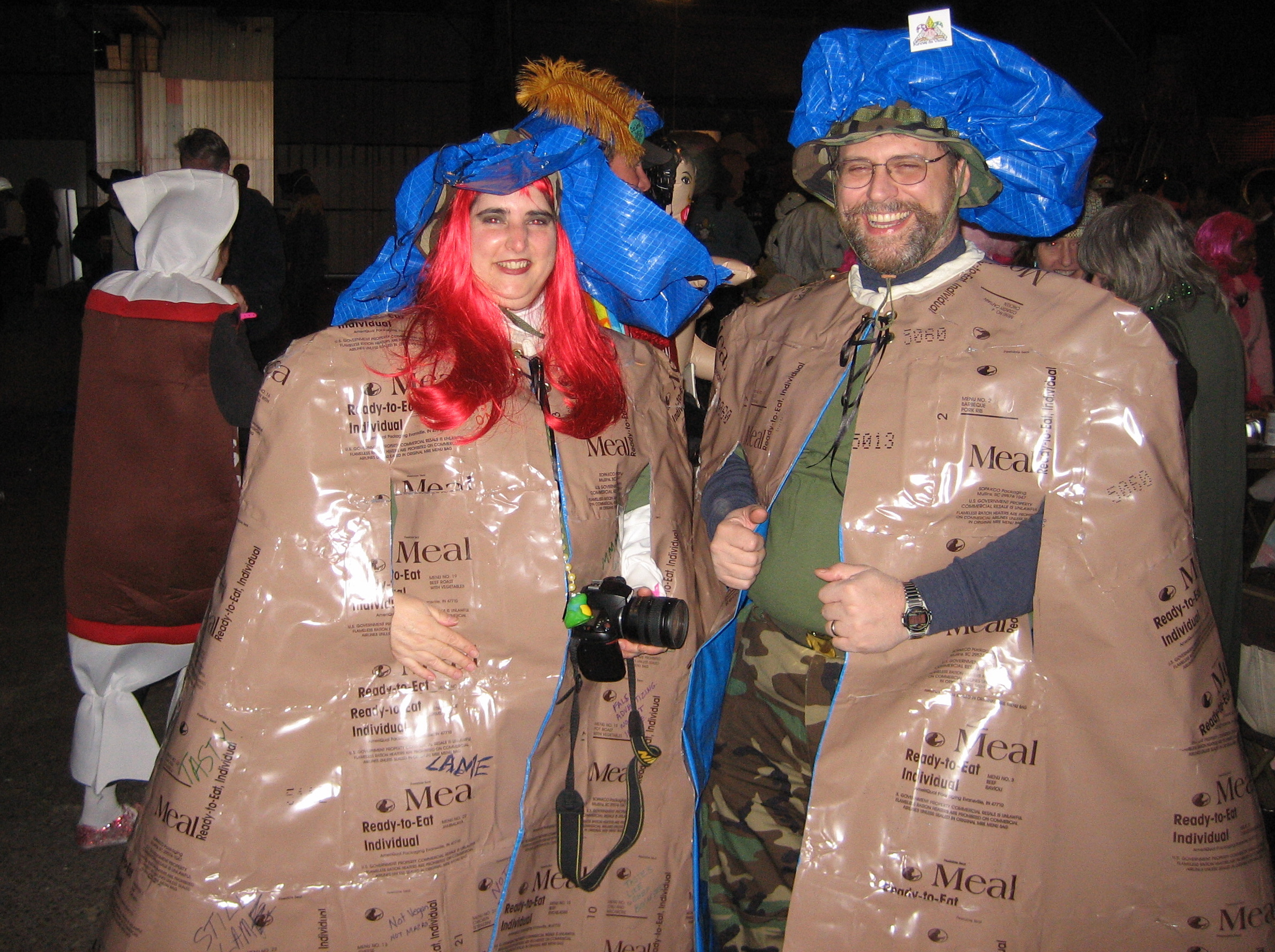
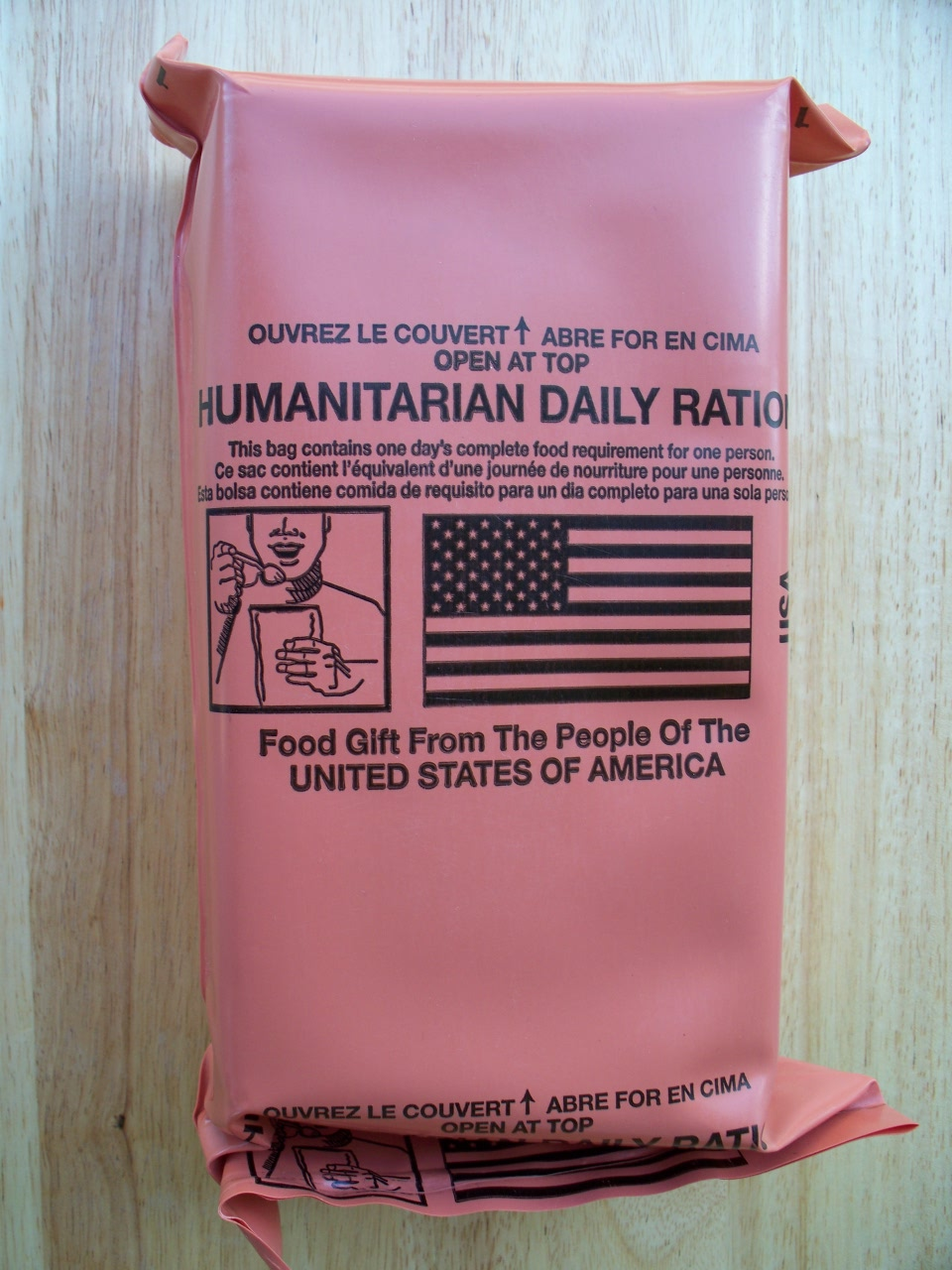
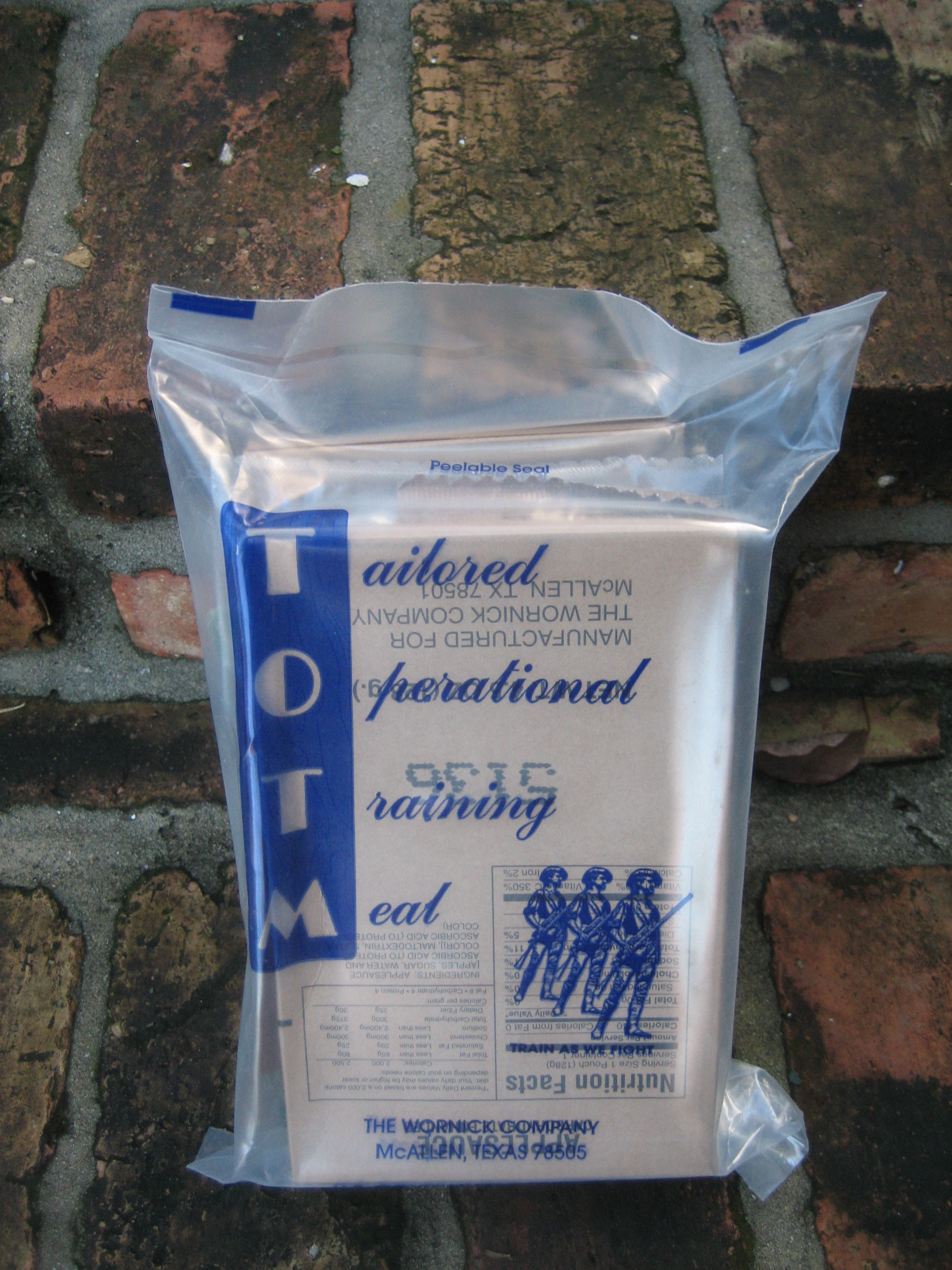
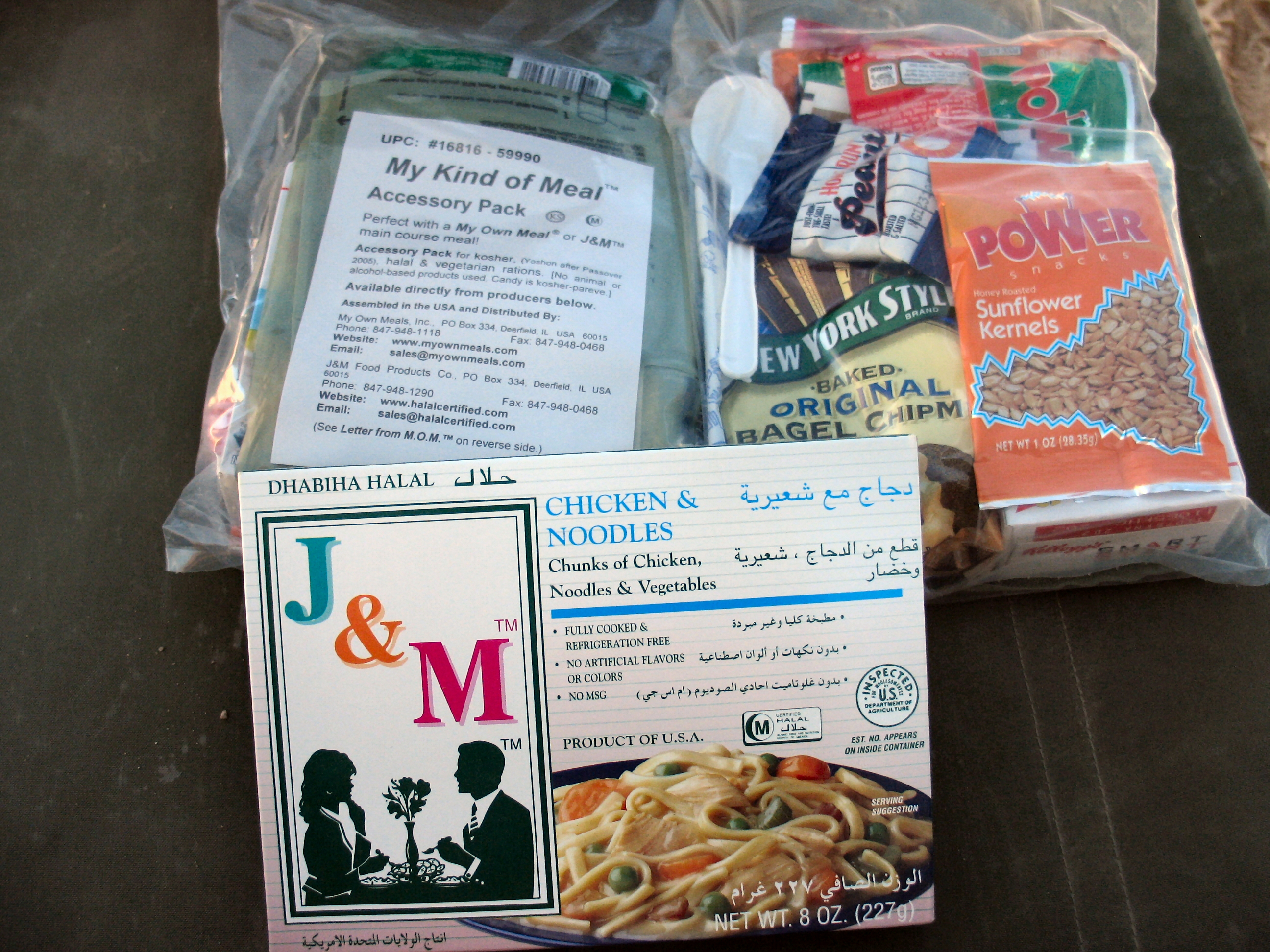
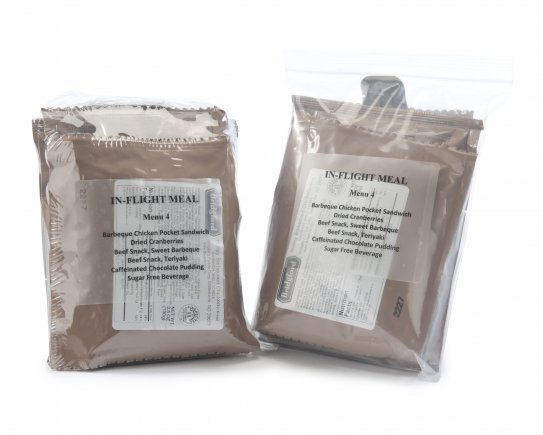
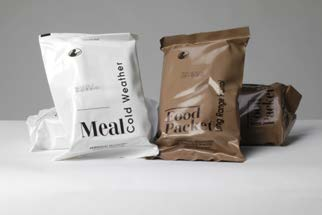